# Fountainea
Genre
Fountainea est un genre de papillons de la famille des Nymphalidae et de la sous-famille des Charaxinae qui se rencontrent en Amérique.

## Liste d'espèces
Selon BioLib (12 avril 2021) :
- Fountainea centaurus (C. & R. Felder, 1867)
- Fountainea eurypyle (C. & R. Felder, 1862)
- Fountainea glycerium (Doubleday, [1849])
- Fountainea halice (Godart, [1824])
- Fountainea nessus (Latreille, [1813])
- Fountainea nobilis (Bates, 1864)
- Fountainea ryphea (Cramer, [1775])
- Fountainea sosippus (Hopffer, 1874)